# 21631 Stephenhonan
A 21631 Stephenhonan (ideiglenes jelöléssel 1999 NU10) a Naprendszer kisbolygóövében található aszteroida. A LINEAR projekt keretében fedezték fel 1999. július 13-án.